# أملج أسترالي
أملج أسترالي (الاسم العلمي:Phyllanthus novae-hollandiae) هو نوع من النباتات يتبع جنس الأملج من الفصيلة الأملجية.